# Bolama (geslacht)
Bolama is een geslacht van hooiwagens uit de familie Assamiidae.
De wetenschappelijke naam Bolama is voor het eerst geldig gepubliceerd door Roewer in 1927.

## Soorten
Bolama is monotypisch en omvat slechts de volgende soort:
- Bolama spinosa